# 北緯44度線
北緯44度線（ほくい44どせん）は、地球の赤道面より北に地理緯度にして44度の角度を成す緯線。ヨーロッパ、地中海、アジア、太平洋、北アメリカ、大西洋を通過する。この緯度の下では、夏至点時の可照時間は15時間29分で、冬至点時は8時間53分である。

## 通過する地域一覧
北緯44度線は、本初子午線から東に向かって以下の場所を通っている。
| 地理座標                                               | 国土・領土・領海         | 備考 |
| ------------------------------------------------------ | ------------------------ | --- |
| 北緯44度0分 東経0度0分 / 北緯44.000度 東経0.000度      | フランス                 | |
| 北緯44度0分 東経7度39分 / 北緯44.000度 東経7.650度     | イタリア                 | |
| 北緯44度0分 東経8度10分 / 北緯44.000度 東経8.167度     | 地中海                   | ジェノヴァ湾 |
| 北緯44度0分 東経10度6分 / 北緯44.000度 東経10.100度    | イタリア                 | サンマリノの北を通過 |
| 北緯44度0分 東経12度40分 / 北緯44.000度 東経12.667度   | アドリア海               | |
| 北緯44度0分 東経15度2分 / 北緯44.000度 東経15.033度    | クロアチア               | ドゥギ島、パスマン島、本土 |
| 北緯44度0分 東経16度32分 / 北緯44.000度 東経16.533度   | ボスニア・ヘルツェゴビナ | |
| 北緯44度0分 東経19度14分 / 北緯44.000度 東経19.233度   | セルビア                 | 約3km |
| 北緯44度0分 東経19度16分 / 北緯44.000度 東経19.267度   | ボスニア・ヘルツェゴビナ | |
| 北緯44度0分 東経19度34分 / 北緯44.000度 東経19.567度   | セルビア                 | |
| 北緯44度0分 東経22度25分 / 北緯44.000度 東経22.417度   | ブルガリア               | |
| 北緯44度0分 東経22度55分 / 北緯44.000度 東経22.917度   | ルーマニア               | |
| 北緯44度0分 東経26度13分 / 北緯44.000度 東経26.217度   | ブルガリア               | |
| 北緯44度0分 東経27度41分 / 北緯44.000度 東経27.683度   | ルーマニア               | 約15km |
| 北緯44度0分 東経27度53分 / 北緯44.000度 東経27.883度   | ブルガリア               | 約4km |
| 北緯44度0分 東経27度56分 / 北緯44.000度 東経27.933度   | ルーマニア               | |
| 北緯44度0分 東経28度40分 / 北緯44.000度 東経28.667度   | 黒海                     | |
| 北緯44度0分 東経39度11分 / 北緯44.000度 東経39.183度   | ロシア                   | |
| 北緯44度0分 東経47度23分 / 北緯44.000度 東経47.383度   | カスピ海                 | ロシア・チェチェン島の北を通過 |
| 北緯44度0分 東経50度55分 / 北緯44.000度 東経50.917度   | カザフスタン             | |
| 北緯44度0分 東経56度0分 / 北緯44.000度 東経56.000度    | ウズベキスタン           | |
| 北緯44度0分 東経61度26分 / 北緯44.000度 東経61.433度   | カザフスタン             | |
| 北緯44度0分 東経80度27分 / 北緯44.000度 東経80.450度   | 中華人民共和国           | 新疆ウイグル自治区 — ウルムチ市の約22km北を通過                                                                                        |
| 北緯44度0分 東経95度30分 / 北緯44.000度 東経95.500度   | モンゴル                 | |
| 北緯44度0分 東経111度50分 / 北緯44.000度 東経111.833度 | 中華人民共和国           | 内モンゴル自治区 吉林省 — 長春市の北を通過 黒竜江省 吉林省 - 約2km 黒竜江省 - 1km未満 吉林省 - 約10km 黒竜江省 吉林省 - 約5km 黒竜江省 |
| 北緯44度0分 東経131度15分 / 北緯44.000度 東経131.250度 | ロシア                   | 沿海地方 |
| 北緯44度0分 東経135度32分 / 北緯44.000度 東経135.533度 | 日本海                   | |
| 北緯44度0分 東経141度39分 / 北緯44.000度 東経141.650度 | 日本                     | 北海道: — 留萌振興局 — 空知総合振興局 — 上川総合振興局 — オホーツク総合振興局                                                          |
| 北緯44度0分 東経144度17分 / 北緯44.000度 東経144.283度 | オホーツク海             | 網走湾 |
| 北緯44度0分 東経144度54分 / 北緯44.000度 東経144.900度 | 日本                     | 北海道（知床半島）: — オホーツク総合振興局 — 根室振興局                                                                                |
| 北緯44度0分 東経145度10分 / 北緯44.000度 東経145.167度 | 根室海峡                 | |
| 北緯44度0分 東経145度39分 / 北緯44.000度 東経145.650度 | 千島列島                 | 国後島（ ロシアが実効支配、 日本が領有権主張）                                                                                         |
| 北緯44度0分 東経145度48分 / 北緯44.000度 東経145.800度 | 太平洋                   | 色丹島（ ロシアが実効支配、 日本が領有権主張）の北を通過                                                                               |
| 北緯44度0分 西経124度8分 / 北緯44.000度 西経124.133度  | アメリカ合衆国           | オレゴン州 アイダホ州 ワイオミング州 サウスダコタ州 ミネソタ州 ウィスコンシン州                                                        |
| 北緯44度0分 西経87度41分 / 北緯44.000度 西経87.683度   | ミシガン湖               | |
| 北緯44度0分 西経86度28分 / 北緯44.000度 西経86.467度   | アメリカ合衆国           | ミシガン州 |
| 北緯44度0分 西経82度45分 / 北緯44.000度 西経82.750度   | ヒューロン湖             | |
| 北緯44度0分 西経81度44分 / 北緯44.000度 西経81.733度   | カナダ                   | オンタリオ州 |
| 北緯44度0分 西経77度0分 / 北緯44.000度 西経77.000度    | オンタリオ湖             | |
| 北緯44度0分 西経76度16分 / 北緯44.000度 西経76.267度   | アメリカ合衆国           | ニューヨーク州 バーモント州 ニューハンプシャー州 メーン州                                                                              |
| 北緯44度0分 西経69度8分 / 北緯44.000度 西経69.133度    | 大西洋                   | メイン湾 |
| 北緯44度0分 西経66度9分 / 北緯44.000度 西経66.150度    | カナダ                   | ノバスコシア州 |
| 北緯44度0分 西経64度40分 / 北緯44.000度 西経64.667度   | 大西洋                   | |
| 北緯44度0分 西経59度46分 / 北緯44.000度 西経59.767度   | カナダ                   | ノバスコシア州 - セーブル島 |
| 北緯44度0分 西経59度45分 / 北緯44.000度 西経59.750度   | 大西洋                   | |
| 北緯44度0分 西経1度21分 / 北緯44.000度 西経1.350度     | フランス                 | |